# Афанасиевска култура
Афанасиевската култура е археологическа култура от бронзовата епоха, локализирана в западните части на Алтай и съседните области на запад и север.
Афанасиевската култура възниква в периода 3700-3300 година пр.н.е., вероятно в резултат на миграция на представители на курганната култура от долното течение на Волга и Урал. Това преселване се свързва с обособяването на етническата група на тохарите от основната общност на индоевропейците. Двете групи са отделени от степите на днешен Северен Казахстан, но изглежда поддържат контакт и през следващите столетия, като има данни за последващи миграции в двете посоки. Налице са и сходства със съществувалата по същото време ямна култура в Източна Европа. Афанасиевската култура просъществува до средата на 3 хилядолетие пр.н.е.